# Elymus bungeanus
Elymus bungeanus är en gräsart som först beskrevs av Carl Bernhard von Trinius, och fick sitt nu gällande namn av Aleksandre Melderis. Elymus bungeanus ingår i släktet elmar, och familjen gräs. Inga underarter finns listade i Catalogue of Life.